# Глазгоу (област)
 Тази статия е за областта.  За града вижте Глазгоу.  
Област Глазгоу (на английски: City of Glasgow, на шотландски Mòr-bhaile Ghlaschu) е една от 32-те области в Шотландия. Тя включва в себе си град Глазгоу и неговата агломерация. Граничи с обласите Западен Дънбартъншър, Източен Дънбартъншър, Северен Ланаркшър, Южен Ланаркшър, Ренфрушър и Източен Ренфрушър. Населението е 629 501 души (заедно с агломерацията — 1 171 390 души). 